# 狩野友信

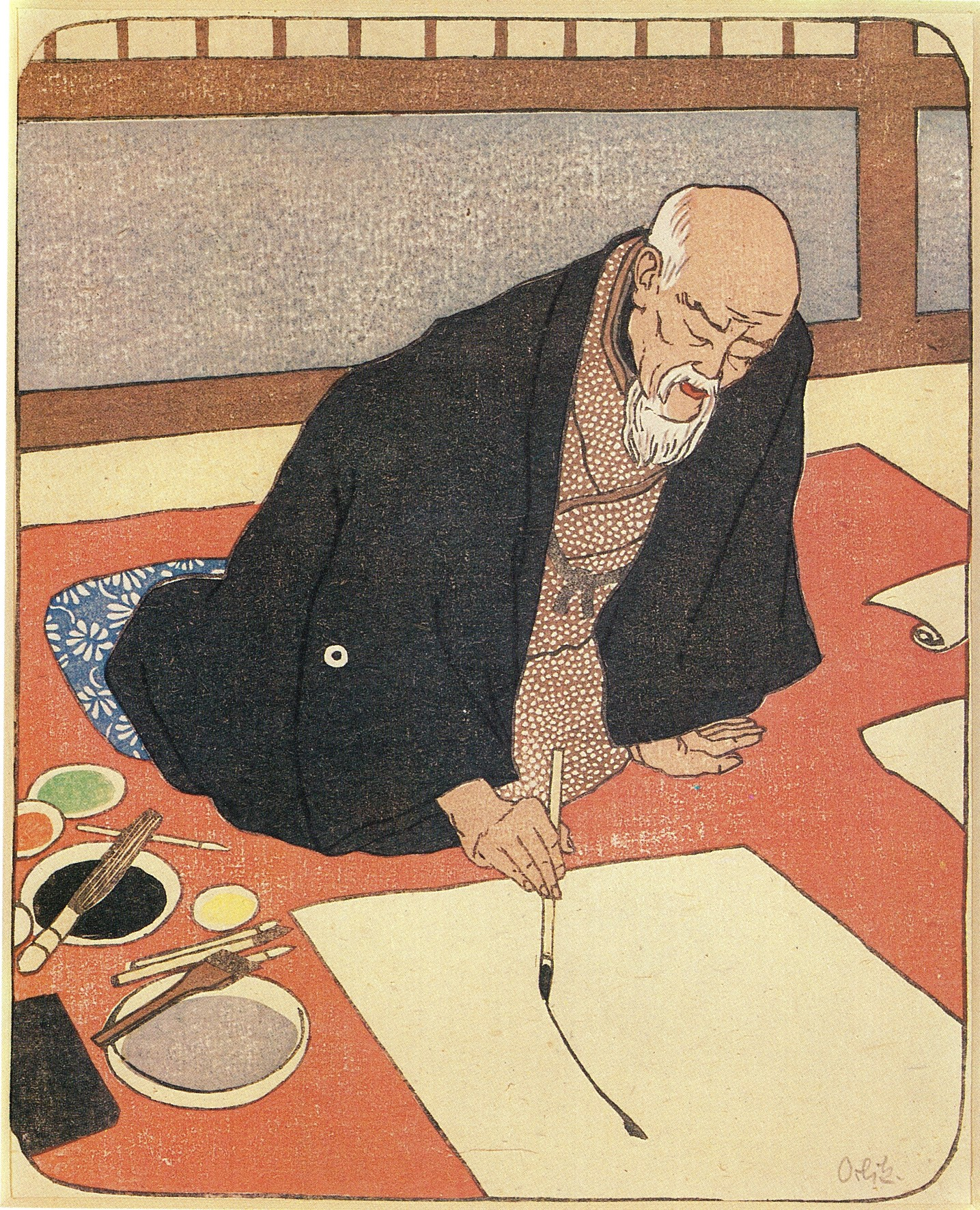
エミール・オルリック画『狩野友信』

狩野 友信（かのう とものぶ、天保14年3月25日（1843年4月24日） - 明治45年（1912年）7月15日）は、幕末から明治時代にかけて活躍した狩野派（江戸狩野）の日本画家。春川、一青斎と号す。

## 生涯

### 修行時代
江戸築地に、狩野常信の次男・岑信を祖とする御用絵師浜町狩野家の狩野董川（とうせん）中信の長男として生まれる。母は『徳川実紀』を編纂した幕府の奥儒者成島司直の娘・歌子。4歳年上の姉・八十子とは晩年まで親しくしているが、その夫はやはり儒官の河田煕。後述する友信の開明的な姿勢は、この義兄の影響とも推測される。嘉永6年（1854年）3月、血縁上は従兄弟に当たる狩野勝川院雅信（ただのぶ）の絵所に入り、7年間修行する。同門に、狩野芳崖、橋本雅邦、結城正明らがいる。

### 奥絵師として
安政6年（1859年）12月から父の見習いとなり、将軍家茂にお目見え、奥絵師に任ぜられ20人扶持となる。同年、英米両国へ贈る掛物絵15幅の制作や、和宮降嫁に伴う待受調度品として屏風一双・掛物2幅などなど、しばしば幕府の絵画御用を務めた。こうした公務の傍ら、文久3年（1863年）開成所へ洋画修行のため2年間通い、更に慶応元年（1865年）川上冬崖について3年間、チャールズ・ワーグマンに2年間、油画と水彩画を学ぶ。これらの画塾の洋画教授法は未だ熟れてはいなかったが、この7年間の洋画修行により、和洋両方の画法を身に付ける。ただし、現在のところ友信の洋画作品は確認されていない。また、現在確認されている友信作品は多くはないが、それらに西洋画の影響を見つけるのは難しい。

### フェノロサの協力者
明治維新後の明治3年（1870年）9月民部省より準十五等出仕図籍掛となり、地図の作成にあたった。同5年（1872年）からは大蔵省租税寮に出仕、翌年4月開成学校勤務となり、11月からは外国語学校も兼務する。明治8年（1875年）2月から東京大学理学部助手となり、明治14年（1881年）東京大学予備門の助教諭となって、画学教師を務めた。この頃、アーネスト・フェノロサと知り合い、フェノロサに狩野派の画法や古画鑑定法を講じるだけでなく、狩野永悳や狩野芳崖を紹介するなど、フェノロサの日本美術研究の良き協力者となった。明治13年（1880年）の夏休みには、フェノロサに連れられ、関西の古寺社に残る古画を住吉弘賢と共に模写しており、現在ボストン美術館に残る友信の模本はこの時の物だと推測される。
明治17年（1884年）2月に結成されたの鑑画会では、おそらく創立会員7人のうちに入っていたと考えられる。フェノロサが鑑画会の主導権を握った5月から、木挽町にあった起立工商会社の事務所で、フェノロサ、永悳、山名貫義と共に鑑定委員として働いた。翌18年9月の第一回鑑画会に「松下人物」「梅下野鶏」「羅漢」を出品、四等賞を得て金五円を授与された。同年暮れ、文部省御用掛となり、狩野芳崖と共に美術学校設立運動にも挺身する。永悳は芳崖の作風を好まなかったというが、同門の友信は違ったらしく、西郷孤月や岡不崩を芳崖に紹介している。

### 奥絵師から画学教師へ
明治20年（1887年）10月図画取調掛が東京美術学校と改称されると、図画教授方嘱託となり、新設の美術学校の運営に尽力した。明治22年（1889年）東京美術学校雇、同24年8月には助教授となり、明治29年（1896年）4月まで教鞭を取った。この頃の教え子に大村西崖、白井雨山、白濱徴、島田佳矣、岡本勝元らがおり、その一方で、ヘレン・ハイド、リリアン・メイ・ミラー、エミール・オルリックら外国人にも狩野派の骨法を教えている。明治24年（1891年）叔父永悳立信が亡くなると、その養子で狩野宗家を継いだ狩野忠信の後見人となる。明治26年（1893年）シカゴ万国博覧会では、「平治合戦図」を出品するとともに、日本政府の展示場・鳳凰殿上段の間に小襖の花篭と果物篭の絵を描く。
大学を退官した後は東京聾唖学校の教諭となって亡くなるまで勤務した一方、名利を絶ち、のんびりと筆硯に親しむ悠々自適の生活を送る。主幹を務めた雅邦と違い、日本美術院にも積極的に関わらなかったようだ。晩年の友信は狩野派再興を願って事あるごとに狩野派について語ったが、この願いは叶わなかった。明治45年（1912年）6月門人知人ら200名余りの発起で、古希の祝賀園遊会が盛大に行われたが、その一ヶ月後水戸を漫遊中脳溢血により客死した。東朝新聞によると、娘の嫁ぎ先である水戸を訪ねた際に中風が発症し、駒込上富士前町の自宅に帰宅後に死去した。墓所は染井霊園で、大正3年（1914年）には狩野家歴代の墓がある池上本門寺にも分骨された。

## 代表作
| 作品名         | 技法     | 形状・員数     | 寸法（縦x横cm）  | 所有者                 | 年代               | 落款                                  | 備考                 |
| -------------- | -------- | -------------- | ---------------- | ---------------------- | ------------------ | ------------------------------------- | -------------------- |
| 山水図         | 紙本墨画 | 1幅            |                  | フィラデルフィア美術館 |                    | 落款無し/「一青斎友信」白文方印       |                      |
| 羅漢           | 絹本著色 | 1幅            |                  | 東京芸術大学大学美術館 | 明治27年（1894年） | 款記「友信」/「一青斎」白朱文方印     |                      |
| 武者図屏風     | 絹本著色 | 二曲一隻押絵貼 |                  | 個人                   |                    | 款記「藤原友信」/「狩野春川」白文方印 |                      |
| 平治物語       | 絹本著色 | 1幅            | 99.5x160.6       | 東京国立博物館         | 明治26年（1893年） | 款記「友信」/「一青斎」白朱文方印     | シカゴ万国博覧会出品 |
| 花鳥図・生花図 | 絹本著色 | 双幅           | 131.6x56.6（各） | エルミタージュ美術館   |                    | 款記「春川藤原友信」                  |                      |

## 参考資料
- 日本美術院百年史編集室編 『日本美術院百年史 第一巻 上』 日本美術院、1989年
- 山田久美子 「狩野友信 ─ 明治を生きた最後の奥絵師(一) ─ 生い立ち・修行・奥絵師時代・作品」『Lotus 日本フェノロサ学会機関誌』No.19、1999年3月、pp.1-28
- 山田久美子 「狩野友信の明治─奥絵師から日本画教師へ」『近代画説 明治美術学会誌』第9号、2000年12月、pp.148-167
- 山田久美子 「狩野友信 ─ 明治を生きた最後の奥絵師(ニ) ─ 来日外国人画家との交遊」『Lotus 日本フェノロサ学会機関誌』No.22、2002年3月、pp.1-30
- 山田久美子 「アメリカに渡った掛物絵 : 万延元年遣米使節贈答品」『ことば・文化・コミュニケーション』 第4号、立教大学異文化コミュニケーション学部、2012年3月、p.191-202, doi:10.14992/00005773

### 伝記
- 山田久美子『狩野友信　最後の奥絵師、幕末・明治を生きる』水声社、2022年。ISBN 978-4801006119